# Основной вопрос философии
Основной вопрос философии — метафилософская и историко-философская концепция в марксистской философии, согласно которой основной проблемой философии на протяжении всей её истории является вопрос об отношении сознания к материи, мышления к бытию, духа к природе.

Этот вопрос является основным, ибо в зависимости от его решения трактуются определённым образом и все остальные вопросы мировоззрения.

Вопрос об отношении бытия и сознания является основным не только потому, что от его решения зависят все прочие философские вопросы, но и по другой причине. В решении основного вопроса философии обнаруживается партийность философской теории, её связь с классовой борьбой, с политикой.
— Обществоведение. «Основной вопрос философии», стр. 45.

Вопрос об отношении сознания к бытию является основным среди всех других вопросов, которые решаются философией, во-первых, потому, что это наиболее общий, предельно широкий философский вопрос, во-вторых, потому, что без его предварительного решения нельзя последовательно решать все другие, менее общие вопросы, и, в-третьих, потому, что то или иное решение вопроса об отношении сознания к бытию предопределяет характер мировоззрения философа, а последнее является основой, дающей направление для рассмотрения и истолкования всех остальных вопросов.

Имеет онтологический и гносеологический аспекты. Обычно проблематизируется в форме вопроса: «Что первично, дух или материя?». Марксизм выделяет два основных варианта ответа на этот вопрос:
- материя первична по отношению к сознанию (материализм);
- идея первична над материальным (идеализм).

С этих позиций идеологи СССР критиковали взгляды немарксистских философов, например абсурдиста Альбера Камю, считавшего, что «есть лишь одна по-настоящему серьёзная философская проблема — проблема самоубийства. Решить, стоит или не стоит жизнь того, чтобы её прожить, — значит ответить на фундаментальный вопрос философии». По этому поводу академик Ойзерман писал:

Не следует недооценивать вопрос, поставленный А. Камю, хотя бы потому, что он вполне вписывается в определённую философскую традицию, начало которой положили мыслители Древнего Востока и философы эллинистической эпохи. Отчуждение человеческой деятельности, продукта этой деятельности, отчуждение природы закономерно порождают эту проблему и наполняют её глубоким смыслом. И всё же это не основной философский вопрос хотя бы уже потому, что он не является таковым для большинства философских учений.

Та же критика, однако, справедлива и по отношению к марксизму, поскольку за пределами марксистской традиции вопрос о соотношении материи и идеи не считается главным философским вопросом. Некоторые философы считают основным вопрос «Почему существует что-то, а не ничто?», тогда как большинство философских школ вовсе не выделяет какой-либо философский вопрос как основной.